# 西湖电影院

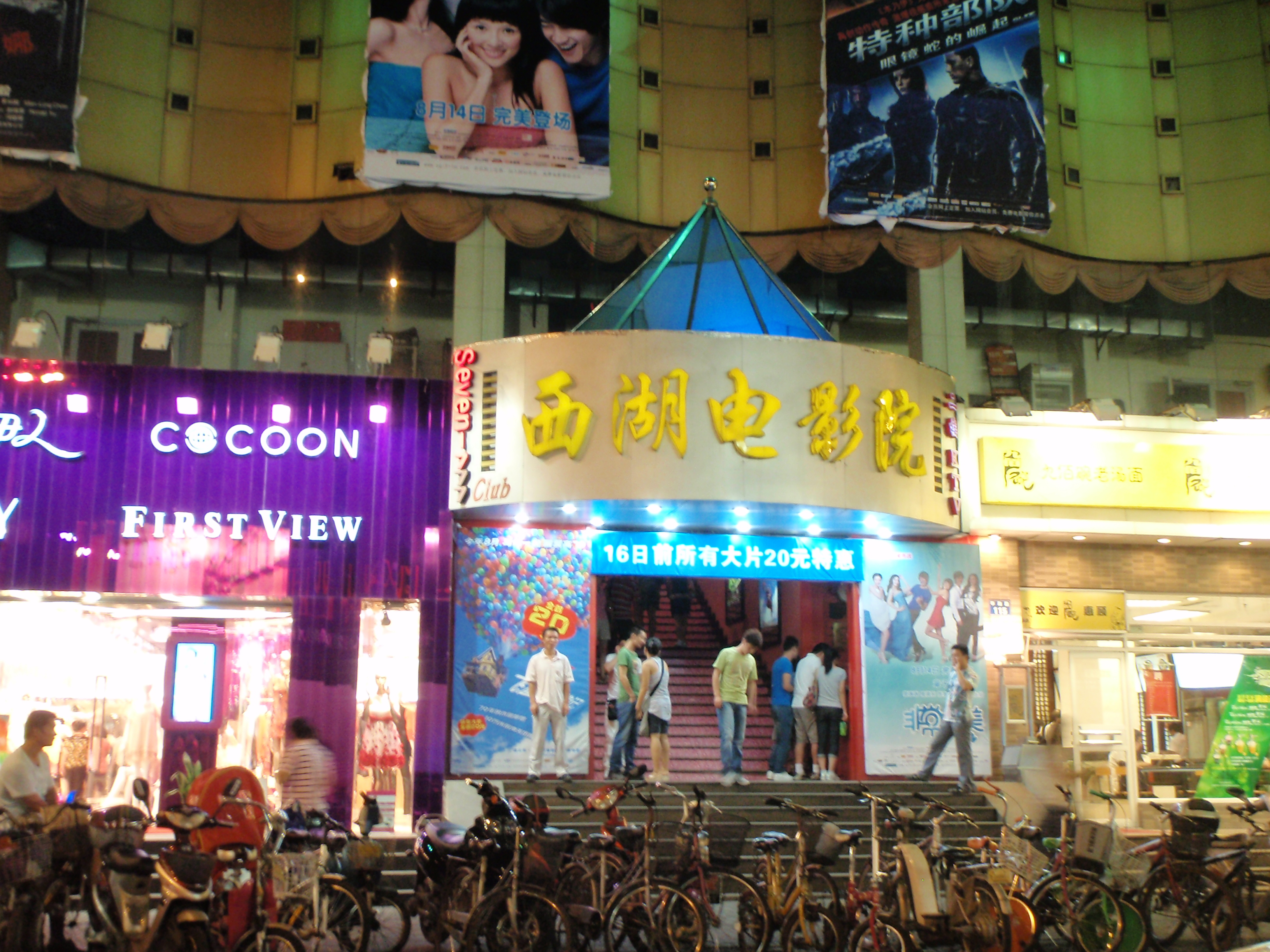
2009年

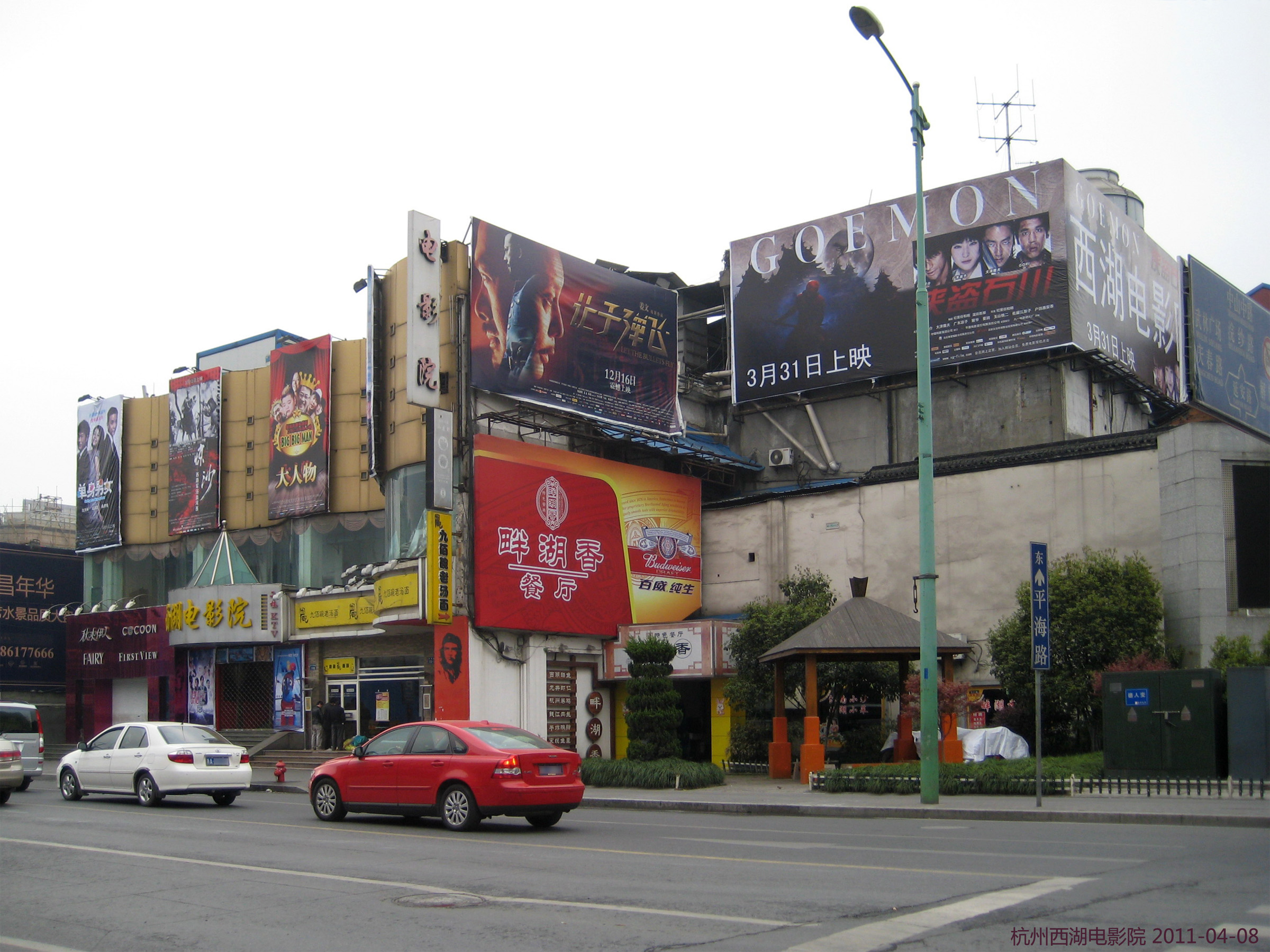
2011年

西湖电影院已经不存在，原址位于杭州市下城区（现拱墅区）平海路115号，坐落于西子湖畔，有7个影厅共计891个席位，属于浙江星光院线旗下。

## 历史
西湖电影院是杭州历史最悠久的电影院，最初名为1939年开张的西湖映画剧场（日军占领期间）。
抗战胜利后改名西湖大戏院，主要放映国产片；1946年，集邮家、邮商陈志川重修影院门厅；1951年9月，浙江省文化局收购改为公营；1978年，影院全面改造，扩大建筑面积至1500平；
因湖滨地区规划，影院于2012年12月31日起停业。原有的3层楼被推倒计划整体重建，原本要按五星级标准设计建造一个新的西湖电影院，后来没有重建，原址现在是湖滨银泰in77的组成部分。